# Scream 2
Scream 2 är en amerikansk skräckfilm från 1997 i regi av Wes Craven med Neve Campbell i huvudrollen som Sidney Prescott. Filmen hade Sverigepremiär den 24 juni 1998.

## Handling
I denna uppföljare till 1996 års kultförklarade skräckfilm Scream får vi möta de överlevande från massakern i Woodsboro där två seriemördare förföljde Sidney Prescott (Neve Campbell) och mördade flera av hennes vänner.
Sidney och Randy har börjat på Windsor College och studerar teater och film. I samband med premiären av "Stab", filmen som baseras på Gale Weathers bok om händelserna i första filmen, dyker en ny mördare upp för att terrorisera Sidney och hennes vänner. Överlevarna från Woodsboro, inklusive Gale Weathers och Dewey Riley, återsamlas för att försöka få stopp på morden.

## Rollista (i urval)
- David Arquette – Dwight "Dewey" Riley
- Neve Campbell – Sidney Prescott
- Courteney Cox – Gale Weathers
- Sarah Michelle Gellar – Casey "Cici" Cooper
- Jamie Kennedy – Randy Meeks
- Laurie Metcalf – Debbie Salt/Mrs. Loomis
- Elise Neal – Hallie McDaniel
- Jerry O'Connell – Derek Feldman
- Timothy Olyphant – Mickey Altieri
- Dane Farwell – Ghostface
- Roger L. Jackson – Ghostface (röst)
- Jada Pinkett Smith – Maureen Evans
- Liev Schreiber – Cotton Weary
- Lewis Arquette – Polismästare Lewis Hartley
- Duane Martin – Joel Jones
- Rebecca Gayheart – Syster Lois
- Portia de Rossi – Syster Murphy
- Omar Epps – Phil Stevens
- Philip Pavel – Konstapel Richard Andrews
- Chris Doyle – Konstapel Andrew Richards
- David Warner – Gus Gold